# Ракі (Мазовецьке воєводство)
Ракі (пол. Raki) — село в Польщі, у гміні Красносельц Маковського повіту Мазовецького воєводства.
Населення — 302 особи (2011).
У 1975-1998 роках село належало до Остроленцького воєводства.

## Демографія
Демографічна структура станом на 31 березня 2011 року:
|          | Загалом | Допрацездатний вік | Працездатний вік | Постпрацездатний вік |
| -------- | ------- | ------------------ | ---------------- | -------------------- |
| Чоловіки | 147     | 27                 | 100              | 20                   |
| Жінки    | 155     | 38                 | 80               | 37                   |
| Разом    | 302     | 65                 | 180              | 57                   |